# 弗拉基米尔·米哈伊洛维奇·科诺诺夫
弗拉基米尔·米哈伊洛维奇·科诺诺夫（羅馬化：Vladimir Mikhaylovich Kononov；1958年3月3日—）是俄罗斯政治人物，第六届、第七届和第八届国家杜马的代表。1989年，科诺诺夫获得哲学副博士学位。 2016年，他获得政治学全博士学位。
1979年，他加入共青团。1985年，在担任新西伯利亚市共青团委员会书记期间，他创建并领导了青年倡议基金，该基金成为苏联第一个自筹资金的组织。1989年，他创立并领导了对外经济合作协会，该协会联合了苏联50多个地区的100多个自负盈亏的协会。两年后，科诺诺夫与他的朋友亚历山大·科罗廖夫一起创立并领导了建筑和投资公司“KONKOR”。自2011年起，他担任第六届、第七届和第八届国家杜马代表。
2013年，科诺诺夫在《福布斯》最富有的俄罗斯联邦官员排行榜上排名第11位。

## 制裁
科诺诺夫于2022年因俄乌战争而受到英国政府制裁。